# Henriette Löffler
Henriette Löffler (1780–1848), verehelichte Huttenlocher, war eine deutsche Kochbuchautorin.

## Leben und Werk
Henriette Löffler war die Tochter von Friederike Löffler (1744–1805), die um 1791 in Stuttgart das Neue Kochbuch veröffentlichte. Der Erfolg dieser Publikation sicherte das Überleben des Steinkopf-Verlags während der Koalitionskriege von 1792 bis 1815. Hauptverbreitungsgebiet des Kochbuchs war vorerst Süddeutschland, später kam es zu steigender Resonanz auch im Norden Deutschlands. Das Buch wurde bis ins 20. Jahrhundert immer wieder neu aufgelegt und erlebte insgesamt 38 Auflagen. Trittbrettfahrerinnen wie Charlotte Löffler oder A. Löfflerin versuchten die Popularität der Autorin für ihre Publikationen zu nutzen. Auch ihre Tochter, Henriette Huttenlocher, nutzte ihren Mädchennamen, als sie das Neuste Kochbuch für bürgerliche Haushaltungen veröffentlichte, im Wesentlichen eine Fortführung des mütterlichen Werkes. In einem Schiedsgerichtsverfahren von 1843 wurde ihr schließlich die ausschließliche Verwendung ihres Geburtsnamens untersagt. Sie musste fortan als Henriette Huttenlocher, geborene Löffler firmieren. Dennoch wurde ihr Kochbuch ein Erfolg und erschien in zahlreichen Auflagen, auch noch im 20. Jahrhundert. Nachhaltigen Ruhm erfuhr die Autorin post mortem, erschienen doch die meisten der Neuauflagen erst nach ihrem Tod im Jahr 1848. Fast fünfzig Jahre später ist in der Vorrede zur 12. Auflage zu lesen:

„Das Henriette Löffler'sche Kochbuch hat sich seiner Mannigfaltigkeit, Genauigkeit und Klarheit wegen seit vielen Jahren in bürgerlichen und vornehmen Haushaltungen als eines der besten und brauchbarsten bewährt.“

Autor dieser Zeilen war Theodor Bechtel, der das Werk seit 1883, der 10. Auflage, regelmäßig bearbeitet und erweitert hatte. Er versah das Kochbuch mit Holzschnitten nach Zeichnungen schwäbischer Künstler und sorgte für eine repräsentative Ausstattung. Bechtel übernahm 1887 das Café Marquardt in Stuttgart und gab ihm seinen Namen. Ab 1897 fügte er auch den Neuauflagen des Löffler'schen Kochbuchs seinen Namen hinzu. Es hieß nunmehr Löffler-Bechtel Großes illustriertes Kochbuch. Die editorischen Bemühungen lohnten sich, denn das Werk wurde 1897 in Stuttgart und 1899 in Berlin mit Goldmedaillen ausgezeichnet.  Bechtel besorgte auch noch die Ausgabe des Jahres 1903.
Schließlich übernahm sein Sohn, Eugen Bechtel, ebenfalls Koch, die weitere Redaktionsarbeit am Kochbuch. Er bezeichnete sich als Enkelsohn von Henriette Löffler.

## Das Kochbuch der Henriette Löffler
- Erstausgabe 1843
- Verehel. Huttenlocher geb. Henriette Löffler’s Großes Kochbuch für bürgerliche Haushaltungen und auch für die feine Küche, eine vollständige auf eigene Erfahrung gegründete Anleitung zur Bereitung von schmackhaften Speisen, Backwerk, Eingemachtem, kalten und warmen Getränken, Mit einem Anhange von mehr als 100 nach der Jahreszeit geordneten Speisezetteln. Verlag der J. Ebner’schen Buchhandlung, 1859
- Henriette Löffler’s Großes Kochbuch für bürgerliche Haushaltungen und auch die feine Küche, 1865, 3. Auflage
- Henriette Löffler’s Großes illustriertes Kochbuch für einfachen Tisch und die feine Küche, 1878
- Henriette Löffler’s Großes illustriertes Kochbuch für einfachen Tisch und die feine Küche, 1882 oder 1883, Umgearbeitet und vermehrt mit vielen Recepten nach eigener Erfahrung von Theodor Bechtel, mit Holzschnitten nach Zeichnungen W. von Breitschwert, Julius Schnorr und G. Heyberger, 10. Auflage[4] (Reprints 1991 und 2000)

Löffler-Bechtel
- Löffler-Bechtel Grosses illustriertes Kochbuch, J. Ebner 1897 (1.120 Seiten) 12. Auflage
- Löffler-Bechtel Grosses illustriertes Kochbuch, J. Ebner 1903 (1.208 Seiten) 14. Auflage
- Löffler-Bechtel Grosses Illustriertes Kochbuch. ISBN 978-3-7501-6353-9.
- Löffler-Bechtel Grosses illustriertes Kochbuch, Bechtermünz, 1997 (1.120 Seiten)

Kleines Kochbuch
- Löffler-Bechtel's Kleines Kochbuch für einfache bürgerliche Küche, hg. von Eugen Bechtel, J. Ebner um 1905, dann 1922 (496 Seiten)
- Löffler-Bechtel Kochbuch, Neubearbeitet von Küchenmeister Fritz Hauff und Reinhold Schluckebier, Ulm: J. Ebner Verlag 1949

## Weitere Veröffentlichungen
- Julie Bimbach, Henriette Löffler: Kochbüchlein für die Puppenküche oder erste Anweisung zum Kochen. Verlag der Joh. Phil. Raw’schen Buchhandlung (C.A. Braun) 1856, dann Ebner'sche Buchhandlung. 1860, 1864, 1870, 1882, dann J. Ebner 1901 (Neuauflage: Fachbuchverlag Dresden, 2015)
- Neues Kochbuch für die deutsch-amerikanische Küche, Zuverlässige und geprüfte Rezepte zur Bereitung der verschiedenen Speisen und Getränke, von Backwerk, Eingemachtem u. s. w. / Nach den besten deutschen und amerikanischen Kochbüchern bearbeitet, hauptsächlich nach dem ausgezeichneten Kochbuche von Henriette Löffler. W.F. Weber, 1890.

## Weblink
- Kochbücher von 1849 bis 1871: Mockturtle, Trüffel, Gründung des Deutschen Reiches beim Virtuellen Kochbuchmuseum